# Spookhaai
De spookhaai (Callorhinchus milii) is een vis uit de familie van doodskopvissen of ploegneusdraakvissen (Callorhinchidae) en behoort tot de orde van draakvissen (Chimaeriformes). De soort komt voor in het oosten van de Indische Oceaan en het zuidwesten van de Grote Oceaan met name het zuiden van Australië en Nieuw-Zeeland op diepten van 200 tot 500 meter. De soort kan een maximale lengte bereiken van 125 cm hoewel mannetjes meestal 65 cm groot zijn. De vis is voor de visserij van commercieel belang. Vooral zijn filets zijn populair.